# Kenny Ball
Kenneth Daniel Ball (22 de mayo de 1930 – 7 de marzo de 2013) fue un músico de jazz británico, conocido por liderar la banda Kenny Ball and his Jazzmen.

## Carrera
Ball nació en Ilford, Essex. Dejó la escuela con catorce años para trabajar como empleado de una agencia de publicidad, pero también para empezar a tomar clases de trompeta. Comenzó de esta manera a colaborar con bandas como músico semiprofesional, sin dejar la agencia de publicidad. En 1953 finalmente dio el paso para convertirse en músico profesional, integrándose como trompetista en bandas como las de Sid Phillips, Charlie Galbraith, Eric Delaney y Terry Lightfoot antes de formar su propia banda de jazz tradicional, Kenny Ball and his Jazzmen, en 1958. Su banda de Dixieland encabezó el resurgimiento del jazz a comienzos de los años 60.
En 1961 su versión del tema de Cole Porter, "Samantha" se convirtió en un éxito, alcanzando el puesto número 2 de la lista UK Singles Chart, y en marzo de 1962 entró en el Hot 100 de Estados Unidos con "Midnight in Moscow". El disco vendió más de un millón de copias y fue certificado disco de oro. Su siguiente sencillo "March of the Siamese Children" del musical El Rey y Yo, alcanzó la cima de la lista de éxitos pop de la revista New Musical Express el 9 de marzo de 1962. Tal fue su popularidad en el Reino Unido, que Ball fue presentado junto a Cliff Richard, Brenda Lee, Joe Brown, Craig Douglas y Frank Ifield, en la portada de New Musical Express en julio de 1962.
En enero de 1963, New Musical Express organizó un gran evento que reunió en el Alexandra Palace a los mejores músicos de jazz británicos entre los que se encontraban George Melly, Diz Disley, Acker Bilk, Chris Barber, Alex Welsh, Ken Colyer, Monty Sunshine, Bob Wallis, Bruce Turner, Mick Mulligan y el propio Ball. Ese mismo año se convirtió en el primer músico de jazz británico en recibir el título de "ciudadano honorario" de Nueva Orleans, y tuvo una aparición el la película Live It Up!, protagonizada por Gene Vincent.
En 1968 su banda acompañó a Louis Armstrong durante su última gira europea. Ball apareció en el programa de la BBC, Pop Go The Sixties, interpretándo "Midnight in Moscow" con su banda el 31 de diciembre de 1969. Kenny Ball and his Jazzmen actuaron también en la recepción de la boda del Príncipe Carlos y Diana de Gales.
Ball y su banda grabaron junto a sus contemporáneos, Acker Bilk y Chris Barber el álbum The Best of Ball, Barber and Bilk, alcanzando el número 1 de la lista UK Albums Chart. En Reino Unido llegó a tener catorce sencillos en las listas de éxitos. Todos sus lanzamientos se realizaron con el sello discográfico Pye Records. En 2001 Ball grabó un álbum para Decca en colaboración con Don Lusher, Acker Bilk, John Chilton, John Dankworth, Humphrey Lyttelton y George Melly, titulado British Jazz Legends Together.
Ball continuó dando conciertos hasta poco antes de su fallecimiento. Su último concierto lo realizó junto a Acker Bilk y Chris Barber en el Bridgewater Hall de Mánchester el 21 de febrero de 2013. Falleció a consecuencia de una neumonía el 7 de marzo de ese mismo año.

## Discografía

### Álbumes
- Invitation to the Ball – Pye Records – 1960
- Kenny Ball And His Jazzmen – Pye Jazz – 1961
- Gary Miller and Kenny Ball And His Jazzmen – Gary on the Ball – Pye Records – 1961
- The Kenny Ball Show – Pye Jazz – 1962
- Recorded Live! Kenny Ball and His Jazzmen – Kapp Records – 1962
- Midnight in Moscow – Kapp Records – 1962
- The Big Ones – Kenny Ball Style – Pye Jazz – 1963
- The Big Ones Kenny Ball Style – Kapp Records – 1963
- Tribute To Tokyo – Pye Jazz – 1964
- Hello Dolly And 14 Other Big Hits – Pye Golden Guinea Records – 1964
- Kenny Ball & His Jazzmen in Berlin – Amiga – 1969
- King of the Swingers – Fontana Records – 1969
- At The Jazz Band Ball – Marble Arch Records – 1970
- Kenny Ball And His Jazzmen in Berlin 2 – Amiga – 1970
- At The Jazz Band Ball - Marble Arch Records – 1970
- Let's All Sing A Happy Song – Pye Records – 1973
- Saturday Night at the Mill – Spiral Records – 1977
- In Concert – Nevis – 1978
- Cheers! – Ronco – 1979
- Play The Movie Greats – Music For Pleasure – 1987
- Lighting Up The Town – Intersound – 1990
- Kenny Ball and his Jazzmen – Live in Concert
- Kenny Ball and his Jazzmen – The Golden Collection – 2007
- Kenny Ball and the Jive Aces: Happy Happy Christmas – 2009
- Kenny Ball's Golden Hits-  Mode Disques – (unknown)
- Kenny Ball And His Jazzmen, Chris Barber And His Jazz Band, Mr Acker Bilk And His Paramount Jazz Band – The Best Of Ball, Barber And Bilk – Pye Golden Guinea Records – (unknown)
- Hello Dolly – Golden Hour – (unknown)
- King Of The Swingers – Contour – (unknown)
- Recorded Live! – Kapp Records – (unknown)

### Álbumes recopilatorios
- Kenny Ball's Golden Hits – Marble Arch Records – 1966
- The Sound Of Kenny Ball – Marble Arch Records – 1968
- Golden Hour Of Kenny Ball And His Jazzmen  – Golden Hour – 1970
- "Motoring Melodies of Kenny Ball And His Jazzmen" – Pye Tape Only Compilation – 1973
- Kenny Ball And His Jazzmen, Chris Barber And His Jazz Band*, Acker Bilk And His Paramount Jazz Band – The Pye History Of British Pop Music – Trad Jazz – Pye Records – 1975

### Sencillos y EP
- "Midnight In Moscow" – Pye Jazz – 1961
- "I Still Love You All" –  Pye Jazz – 1961
- "Kenny's Big 4" – Pye Records – 1961
- "Samantha"  – Pye Records – 1961
- "Kenny Ball Hit Parade" – Pye Jazz  – 1961
- "Kenny Ball Plays" – Pye Records – 1962
- "So Do I" – Pye Jazz – 1962
- "Midnight In Moscow" – Disques Vogue – 1962
- "Sukiyaki" / "Hazelmere" – Vogue, Pye Records – 1962
- Kenny Ball And His Jazzmen / Bob Wallis And His Storeyville Jazzmen* – It's Trad, Dad!"  – Pye Jazz – 1962
- Kenny Ball Plays" – Pye Jazz – 1962
- Sukiyaki" – Pye Jazz – 1962
- The Pay-Off" –	Pye Jazz – 1962
- March of the Siamese Children" – Pye Jazz – 1962
- The Green Leaves of Summer" – Pye Jazz – 1962
- Washington Square" – Pye Jazz – 1963
- Rondo" – Pye Jazz – 1963
- Morocco '64" –	Pye Records – 1963
- Serate Di Mosca" / My Mother's Eyes" –	Pye Records – 1963
- Casablanca" – Pye Jazz – 1963
- Hello Dolly" – Pye Jazz- 1964
- "Rosie" (Max Bygraves / Kenny Ball And His Jazzmen) – Pye Records – 1967
- "Shake 'Em Up And Let 'Em Roll" – Pye Records – 1970
- "Listen to mMy Song" –  Pye Records – 1971
- "I'd Like To Be A Friend To You" – Pye Records – 1972
- "Titillating Tango" – Pye Records – 1976
- "March of the Siamese Children" – Pye Records – 1979
- "I Still Love You All" – Vogue – 1981
- "Hello Dolly" – Pye Records – (unknown)
- "When I'm Sixty-Four" – Astor (unknown)
- "Marocco '64" – Vogue Schallplatten (unknown)
- "Kenny Ball & His Jazzmen" / "Sounds Orchestral – Midnight in Moscow" / "Cast Your Fate to the Wind" – Eric Records – (unknown)
- "Acapulco 1922" – Pye Jazz – (unknown)
- "So I Do" / "Cornet Chop Suey" – Pye Jazz – (unknown)
- "Brazil" – Pye Records – (unknown)